# Häljarp
Häljarp – miejscowość (tätort) w południowej Szwecji, w regionie administracyjnym (län) Skania (gmina Landskrona).
Miejscowość położona jest ok. 6 km na południowy wschód od Landskrony, w prowincji historycznej (landskap) Skania. Na zachód od Häljarp przebiega trasa europejska E6/E20. Nieco na północ od miejscowości i przepływającej przez nią rzeki Saxån przebiega linia kolejowa Västkustbanan (Lund – Göteborg). Stacja Häljarp obsługiwana jest przez lokalnego przewoźnika kolejowego, Pågåtågen. Niedaleko od stacji znajduje się zabytkowy wiatrak, Häljarps mölla, zbudowany w 1784.
W 2010 Häljarp liczył 2795 mieszkańców.